# デスペラード (映画)
『デスペラード』（Desperado）は、1995年公開のアメリカ映画。ロバート・ロドリゲスのマリアッチ3部作の二作目。サルマ・ハエックのヒット作としても知られる。

## 概要
前作『エル・マリアッチ』の製作費の1000倍の製作費がかけられている。
前作で主人公エル・マリアッチを演じたカルロス・ガラルドーは、今作では主人公の助っ人役で登場する。また、バーの集金人役でクエンティン・タランティーノがゲスト出演している。
内容そのものは『エル・マリアッチ』からストーリーが繋がっている直接的な続編ではなく、シリーズとしての続編兼リメイクのセルフリメイク作品である。

## ストーリー
昔ギャングに恋人を殺され、自らも掌を撃たれ演奏家としての道を閉ざされたマリアッチの男。彼はギターケースに武器を詰めてギャングのボス、ブチョを捜して復讐することを考えていた。友人ブシェミの協力を得て、ブチョに近づくために彼が経営する酒場に行くが正体がばれ、酒場にいた彼の手下達と壮絶な撃ち合いを繰り広げる。立ち向かって来た手下を皆殺しにして切り抜けたマリアッチだが、通りすがりの美しい女性カロリーナを追っ手からかばい撃たれて傷を負ってしまった。カロリーナは怪我をしたマリアッチを自分の店にかくまい手当てするが、ブチョにそのことを悟られ、カロリーナの店は、ブチョの手下達に襲撃されてしまう。襲撃を切り抜けたマリアッチは、かつての仲間カンパとキーノを援軍として呼び、ブチョと対決する。

## キャスト
| 役名                   | 俳優                         | 日本語吹替               | 日本語吹替 | 日本語吹替            |
| 役名                   | 俳優                         | VHS・DVD版               | BD版       | テレビ朝日版          |
| ---------------------- | ---------------------------- | ------------------------ | ---------- | --------------------- |
| エル・マリアッチ       | アントニオ・バンデラス       | 大塚明夫                 | 大塚明夫   | 山路和弘              |
| カロリーナ             | サルマ・ハエック             | 藤森夕子                 | 安藤麻吹   | 小林優子              |
| ブチョ                 | ジョアキム・デ・アルメイダ   | 有本欽隆                 | 石塚運昇   | 辻親八                |
| バーテンダー           | チーチ・マリン               | 福田信昭                 | 福田信昭   | 麦人                  |
| ブシェミ               | スティーヴ・ブシェミ         | 安原義人                 | 安原義人   | 堀内賢雄              |
| ライト・ハンド         | カルロス・ゴメス             | 石川禅                   |            | 平田広明              |
| 集金人                 | クエンティン・タランティーノ | 島田敏                   | 多田野曜平 | 牛山茂                |
| タヴォ                 | ティト・ラリヴァ             | 茶風林                   | 佐藤晴男   | 松本大                |
| ザミーラ               | エンジェル・アヴィレス       | 棚田恵美子               |            |                       |
| ナバハス               | ダニー・トレホ               | 星野充昭                 | 星野充昭   | 田中正彦              |
| ニノ                   | アブラハム・ヴェルデュスコ   | 近藤玲子                 |            | 矢島晶子              |
| カンパ                 | カルロス・ガラルドー         | 星野充昭                 | 多田野曜平 | 松本大                |
| キーノ                 | アルバート・ミシェル・Jr     | 大川透                   | 佐藤晴男   | 檀臣幸                |
| シュラッグ             | マイク・モロフ               | 小室正幸                 | 小室正幸   | 広瀬正志              |
| オポーネント           | ロベルト・アレバロ           | 伊藤栄次                 |            | 坪井智浩              |
| 神父                   | ジェラルド・モスコーソ       | 稲葉実                   | 稲葉実     | 長嶝高士              |
| クリストス             | クリストス                   | 大川透                   |            | 檀臣幸                |
| 日本語版その他声の出演 | 日本語版その他声の出演       | 坂口賢一 深水由美 岩松廉 |            | 棚田恵美子 山田美穂   |
| 日本語版制作スタッフ   |                              |                          |            |                       |
| 演出                   | 演出                         | 岩見純一                 |            | 春日一伸              |
| 翻訳                   | 翻訳                         | 松崎広幸                 | 松崎広幸   | 武満真樹              |
| 調整                   | 調整                         | 兼子芳博                 |            | 山田太平              |
| 効果                   | 効果                         |                          |            | リレーション          |
| プロデューサー         | プロデューサー               | 吉岡美惠子               |            | 圓井一夫              |
| 制作                   | 制作                         | ACクリエイト             |            | ムービー テレビジョン |

## スタッフ
- 監督：ロバート・ロドリゲス
- 製作：ロバート・ロドリゲス、ビル・ボーデン
- 脚本：ロバート・ロドリゲス

## エピソード
当初『日曜洋画劇場』でのテレビ放送は1998年9月13日の予定であったが、放送前に黒澤明の死去に伴い追悼放送をしたため11月15日に移動になり、さらにその放送前にも番組の映画解説者淀川長治が死去し最後の映画解説をした映画を放送したため、最終的に当初の予定からちょうど三ヶ月後の12月13日に放送された経緯がある。この映画も淀川の解説が収録されていたが未放送となった模様。